# Simalapani
Simalapani (nep. सिमलपानी) – gaun wikas samiti w zachodniej części Nepalu w strefie Lumbini w dystrykcie Arghakhanchi. Według nepalskiego spisu powszechnego z 2011 roku liczył on 1284 gospodarstwa domowe i 6110 mieszkańców (3218 kobiet i 2892 mężczyzn).